# Super Mario Stadium Baseball
Super Mario Stadium Baseball (connu comme Super Mario Stadium Family Baseball au Japon et Mario Super Sluggers aux États-Unis et au Canada) est un jeu vidéo de baseball sorti sur Wii le 25 août 2008, développé par Namco Bandai et édité par Nintendo. Il est la suite de Mario Superstar Baseball sur GameCube.
Nintendo a annoncé que le jeu ne sortirait pas en Europe, où le baseball est beaucoup moins populaire qu'en Amérique ou au Japon. Le seul moyen de l'obtenir est par conséquent l'import, une version traduite en français étant sortie au Canada. Son prédécesseur est néanmoins sorti sur le vieux Continent mais ne bénéficie pas d'une traduction Française.

## Système de jeu
Super Mario Stadium Baseball est proche de son prédécesseur ; la grande différence vient de la Wiimote qui propose le même contrôle que dans le jeu de baseball de Wii Sports. Il y a trois modes de contrôle différents : Wiimote verticale, Wiimote et Nunchuk, et Wiimote de côté.

## Accueil
- GameSpot : 6,5/10[1]